# 马店乡
马店乡是中国河南省洛阳市洛宁县下辖的一个乡。

## 行政区划
马店乡下辖：马东村、张村、田村、罗门村、胡原村、霍岭村、沙陀村、上窑村、前乔村、后乔村、焦河村、杨村、窑湾村、关庙村、马西村、坡根村、石门村、太平庄村、小街村、虎庙村、伙子村、刘沟村、东仇村、吕村。